# Boroecia antipoda
Boroecia antipoda är en kräftdjursart som först beskrevs av G. W. Müller 1906.  Boroecia antipoda ingår i släktet Boroecia och familjen Halocyprididae. Inga underarter finns listade.